# AR-15

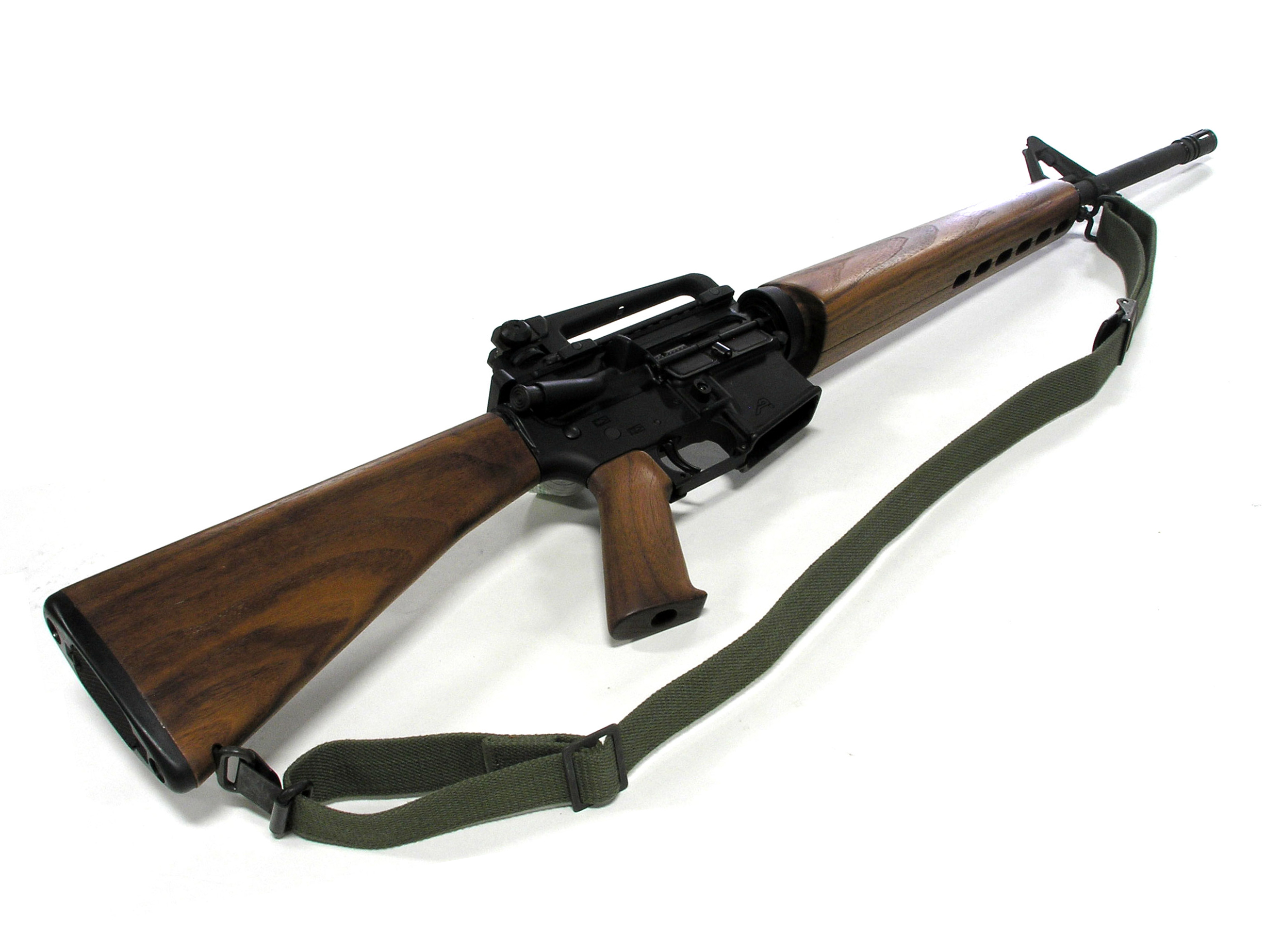
Um fuzil de plataforma AR-15 clássico, usado para caça.

Um fuzil estilo AR-15 ou fuzil de plataforma AR-15, é um fuzil semiautomático leve baseado no projeto Colt AR-15. Depois que as patentes da Colt expiraram em 1977, um mercado expandido surgiu com muitos fabricantes produzindo sua própria versão do projeto AR-15 para venda comercial. 

## Visão geral

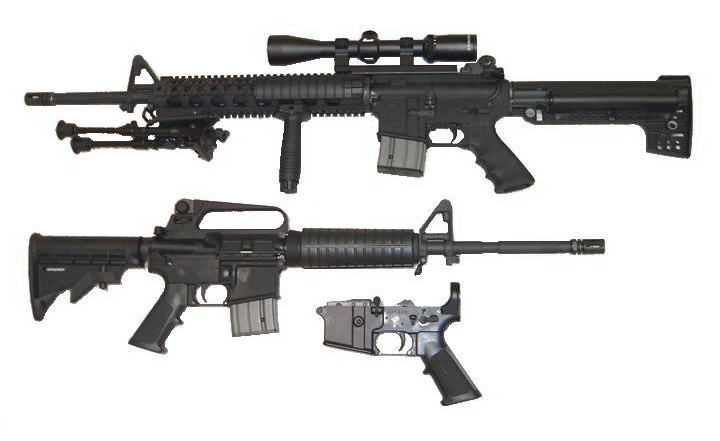
Os fuzis estilo AR-15 estão disponíveis em vários tamanhos e têm muitas opções, dependendo do fabricante. A parte inferior mostrada é a parte inferior do receptor sem a extensão do mesmo, o pino de remoção traseira e a soleira.

Os fuzis de plataforma AR-15 são referidos como fuzis esportivos modernos (modern sporting rifles) pela National Shooting Sports Foundation, uma associação comercial da indústria de armas de fogo, e por alguns fabricantes. As coberturas de incidentes de alto perfil, onde várias versões do fuzil estavam envolvidas, frequentemente usam a abreviação AR-15.
Os fuzis de plataforma AR-15 se tornaram um dos "mais amados e mais difamados fuzis" nos Estados Unidos, de acordo com o New York Times. O fuzil foi promovido como "fuzil da América" (America's rifle) pela National Rifle Association. Ele tem sido usado em muitos tiroteios em massa nos Estados Unidos, em sua maioria dos casos é em locais onde não é permitido entrar armado, as chamadas Gun Free Zone (áreas livres de armas). A lei já revogada Federal Assault Weapons Ban restringiu o colt AR-15 e derivados de 1994-2004, embora não afetou fuzis com menos recursos. Há uma estimativa de 10 a 12 milhões em circulação nos Estados Unidos.

## Exemplos de fuzis e carabinas de plataforma AR-15

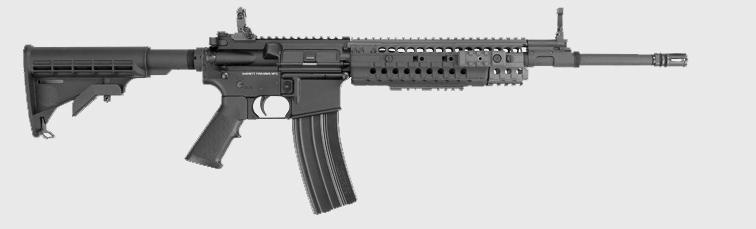
REC7 pela Barrett
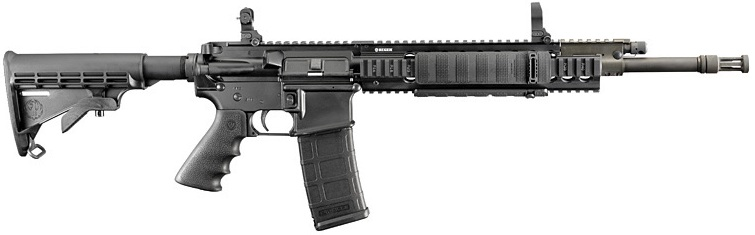
SR-556 pela Ruger
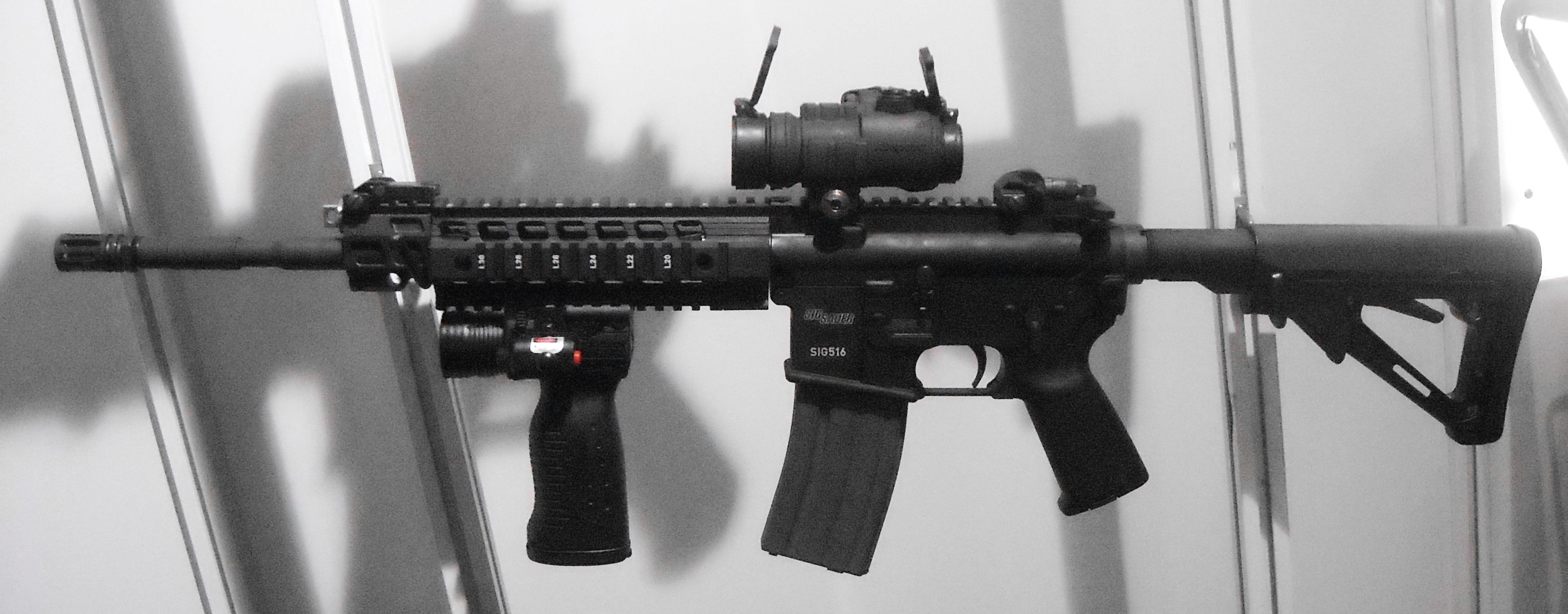
SIG516 pela SIG Sauer
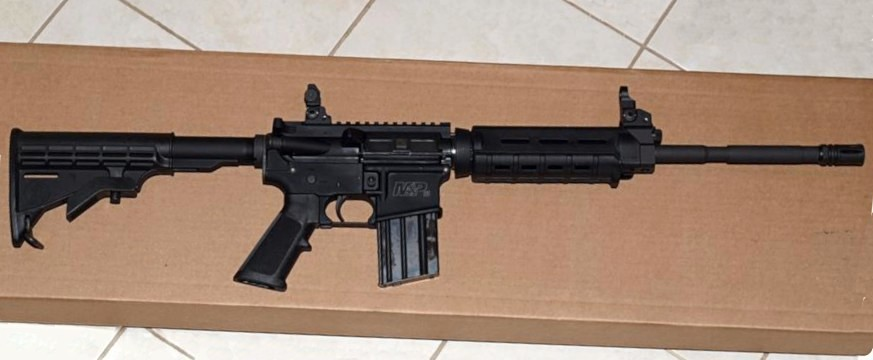
M&P15 pela Smith & Wesson